# El hombre que cae
"El hombre que cae" (en inglés The Man Who Falls) es una historia de comic book de 1989 creada por Dennis O'Neil y Dick Giordano. Es una visión general de los primeros años de Bruce Wayne, incluyendo el asesinato de sus padres, su tiempo de viaje y formación por todo el mundo, y su regreso a Gotham City para convertirse en Batman. Dieciséis años después, la historia se convirtió en la base estructural para Batman Begins, que reinició la franquicia cinematográfica de Batman en 2005.

## Historia de la publicación
El cómic se publicó inicialmente como la única historia original en la colección de libro en rústica Secret Origins.

## Argumento
"El hombre que cae" consiste en una serie de narraciones concentradas de historias de Batman publicadas anteriormente.
La historia de O'Neil comienza con un joven Bruce Wayne que cae en un agujero en los terrenos de la Mansión Wayne. Los murciélagos empiezan a pulular hacia él y hacia fuera del agujero. El padre de Bruce, el Dr. Thomas Wayne, rescata a Bruce, pero le castiga por su falta de cuidado, mientras que la madre de Bruce, Martha Wayne, le consuela. Cuando Bruce le pregunta si estuvo en el infierno, ella le asegura que "era sólo una vieja cueva". La historia entonces corta al asesinato de los padres de Bruce y él arrodillado junto a sus cadáveres. El diseño de esta versión del asesinato de los Wayne está hecho para parecerse a Batman: año uno de Frank Miller.
A la edad de 14 años, Bruce deja Gotham City para explorar y adquirir habilidades en las artes marciales y las ciencias forenses. Son representadas las escenas de su primera formación en su adolescencia, incluidos los intentos fallidos en la universidad, y una experiencia decepcionante trabajando para el FBI al cumplir los 20. Se da cuenta de que para lograr la justicia de la manera que cree conveniente, no puede trabajar "dentro del sistema". La historia gira posteriormente a los viajes al extranjero de Bruce, una escena extendida representa el tiempo de entrenamiento de Bruce en un monasterio, escondido en una región montañosa de Corea. Después de casi un año de formación, el Maestro Kirigi le dice a Bruce que tiene una inteligencia y físico excepcionales, pero su pasado traumático le ha hecho autodestructivo.
Bruce Wayne sale de Corea y se dirige a Francia, donde O'Neil resume los eventos de Batman: Blind Justice de Sam Hamm. Bruce entrena con un cazador de recompensas llamado Henri Ducard, quien le enseña "como utilizar la fuerza bruta, el engaño y la astucia". Cuando Ducard mata a un fugitivo que había estado siguiendo una noche, Bruce abandona su formación, disgustado.
La narración explica que Bruce conoce y aprende de cada gran detective del mundo, cuando se acerca a Willie Doggett. Resumiendo eventos de la historia del propio O'Neil "Chamán" (de Legends of the Dark Knight), Bruce (ahora con 23 años) y Doggett localizan a un hombre llamado Tom Woodley al borde de una montaña, donde Woodley dispara y mata a Doggett. Woodley se cae por el precipicio. Bruce, sin comida ni calor, vaga por las montañas nevadas. Después de caer inconsciente, es rescatado por un chamán nativo americano. Cuando Bruce despierta, el anciano le dice a Bruce que tiene la marca del murciélago, un animal sagrado en su tribu.
Bruce vuelve a Gotham para comenzar su lucha contra el crimen. O'Neil relata otra vez los eventos de Año uno: La primera noche de Bruce, luchando contra matones callejeros todavía sin su traje característico, se considera un fracaso. Mientras está meditando en la biblioteca de Wayne Manor esa noche, un murciélago se estrella a través de la ventana del estudio. Modelándose a sí mismo después de las imágenes recurrentes de murciélagos, Bruce crea su identidad disfrazada: Batman.